# Mount Jackman
Mount Jackman är ett berg i Antarktis. Det ligger i Östantarktis. Nya Zeeland gör anspråk på området. Toppen på Mount Jackman är 1 920 meter över havet, eller 571 meter över den omgivande terrängen. Bredden vid basen är 8,8 km.
Terrängen runt Mount Jackman är platt norrut, men söderut är den kuperad. Trakten är obefolkad. Det finns inga samhällen i närheten.